# Лебур, Альбер Мари
Альбер Мари Лебур (фр. Albert Marie Lebourg; 1 февраля 1849, Монфор-сюр-Риль, Нормандия, Северная Франция — 7 января 1928, Руан) — французский живописец-пейзажист, последователь импрессионизма руанской школы живописи. Кавалер Ордена Почётного легиона.

## Биография
Лебур родился во французском городке Монфор-сюр-Риль на севере Франции. Учился в мастерской архитектора Друэна, а затем в Школе изящных искусств Руана (l'école des beaux-arts de Rouen). В 1867 году посещал парижский Парижский салон, где знакомился с работами Гюстава Курбе и Эдуарда Мане, которые оказали на него неизгладимое впечатление.
В 1872 году его заметил один коллекционер и предложил ему должность учителя рисования в Алжире, где он преподавал до 1877 года в местном Обществе изящных искусств. Затем вернулся в Руан. Там Лебур познакомился с лионским живописцем Жаном Сеньемартеном (1848—1875). Под его влиянием Лебур «осветлил свою палитру» и стал писать в духе парижского импрессионизма.
В Париже Лебур поселился в квартале Гобеленов. Торговец произведениями искусства Портье познакомил его со многими импрессионистами, в том числе с Эдгаром Дега, Клодом Моне и Альфредом Сислеем. В 1879 году Лебур представил десять картин и десять рисунков углем, вдохновлённых Алжиром и Нормандией, включая «Адмиралтейство в Алжире». Лебур дважды, в 1879 и 1880 годах, принимал участие в выставках импрессионистов. В период с 1886 по 1895 год ежегодно выставлял свои произведения в Парижском салоне. В дальнейшем много путешествовал по Европе, посетил Голландию, Англию и Швейцарию.
В феврале 1887 года его пригласили на выставку «Общество XX» в Брюсселе. С 15 мая по 30 июня 1890 года Альбер Мари Лебур выставил свои произведения в Первом салоне Национального общества изобразительных искусств и в 1893 году стал его членом. Он принимал участие почти во всех салонах общества с 1891 по 1914 год.
В 1892 году он поселился в Руане. С осени 1895 года до начала 1896 года вместе с художником Орасом Меликуром, бывшим компаньоном по студии Жана-Поля Лоренса, он посетил Голландию. В феврале Лебур принял участие в 3-й выставке общества «Свободная эстетика» (La Libre Esthétique), в Брюсселе. В апреле художнику была посвящена специальная выставка в галерее Манчини на улице Тетбу в Париже.
В 1896 году в галерее Манчини проходила выставка его произведений. В августе 1897 года он совершил вторую поездку в Нидерланды, в Роттердам. В марте 1901 года он принял участие в 8-й выставке «Свободной эстетики» в Брюсселе. В 1900 году Лебур принял участие во Всемирной выставке в Париже.
Летом 1902 года по рекомендации доктора Теодора Гайяра, он отправился на лечение в Сен-Жингольф, небольшую франко-швейцарскую деревню, расположенную на берегу Женевского озера. Он пробыл там с конца августа до конца ноября 1902 года. В 1903 году он выставил шесть видов Женевского озера в Национальной галерее изящных искусств. Леру также принял участие в выставке в Ханое в рамках культурного присутствия Франции за рубежом, за что в 1903 году получил звание рыцаря ордена Почётного легиона. В том же году его произведения были показаны в галерее Розенберга, а затем ещё раз в 1906 году.
В 1905 году он совершил поездку на юго-запад Франции и надолго остановился в Ла-Рошели. В 1907 году принял участие в выставке «Нормандская душа» (l’Âme normande) в Париже.
В 1910 году Альбер Мари Лебур жил в Амьене. В 1911 году он завоевал бронзовую медаль на Художественной выставке в Барселоне. Самая важная выставка, посвящённая художнику, состоялась в 1918 году в Париже в галерее Жоржа Пети.
В 1924 году Лебуру было присвоено звание офицера ордена Почётного легиона. Он был избран членом Академии наук, изящной литературы и искусств Руана.
Страдая от паралича, Лебур прекратил работать в 1925 году и умер 7 января 1928 года в Руане. Похоронен на монументальном кладбище в Руане.
Лебур в основном известен своими пейзажами, которых он создал около 2000. По большей части они изображают виды Парижа, а также окрестности Парижа и Руана. Работы Лебура выставлены в Музее Орсе, Малом дворце, Музее Карнавале, Музее изящных искусств в Руане, а также в музеях Байонны, Клермон-Феррана, Гавра, Дюнкерка, Лилля, Страсбурга, Со. В собрании Государственного Эрмитажа имеется одна картина Лебура — «Вид городка Пон-дю-Шато».

## Галерея

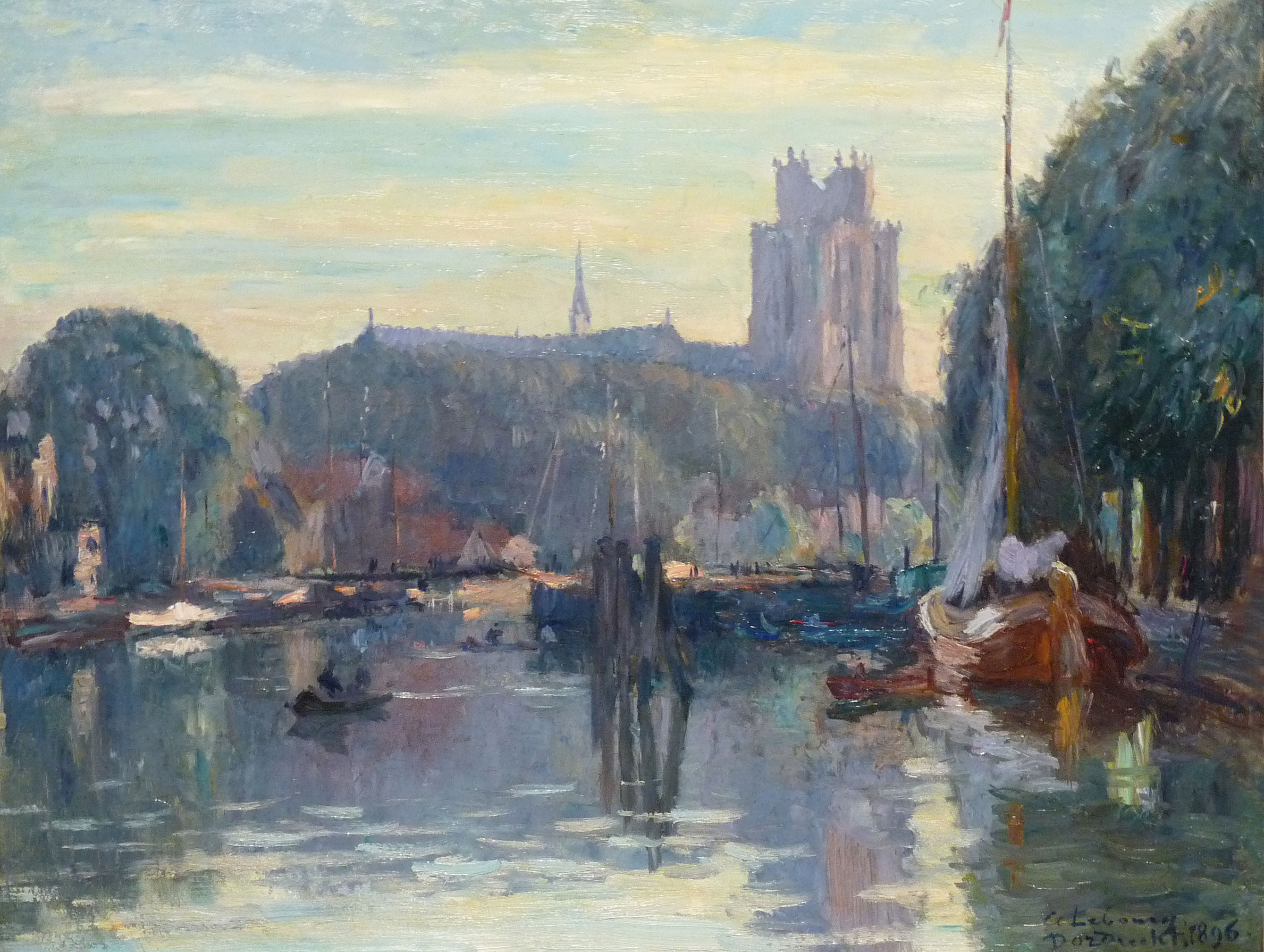
Собор Дордрехта. 1896. Холст, масло. Музей современного искусства, Страсбург
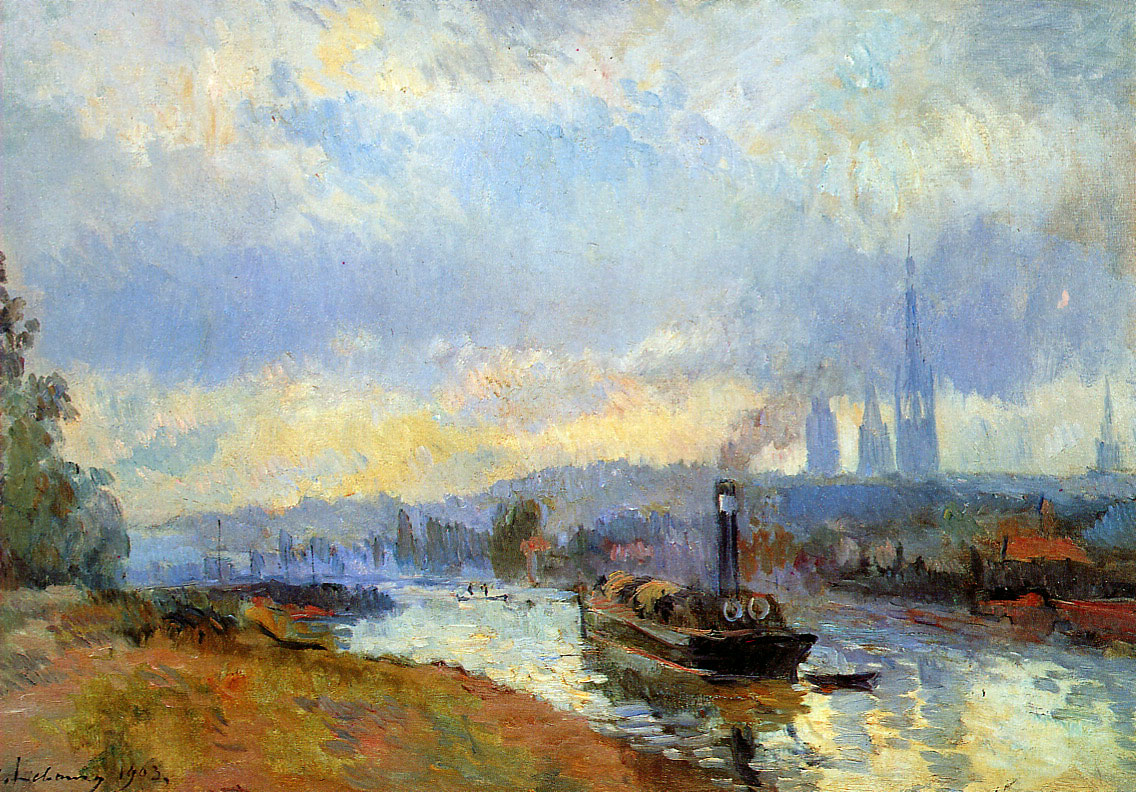
Два судна в лучах руанского солнца. Ок. 1900
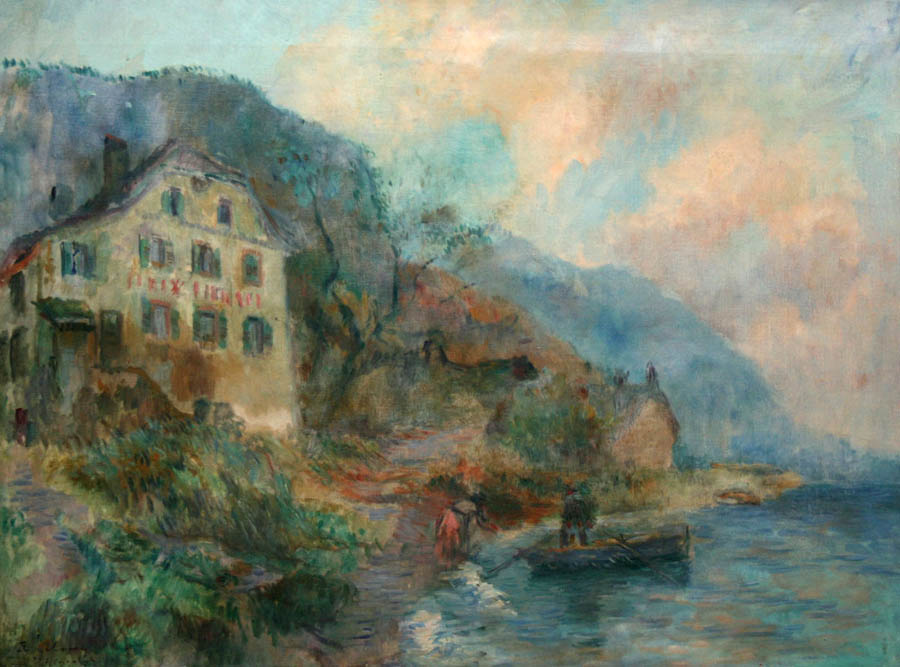
На берегу Женевского озера, 1902
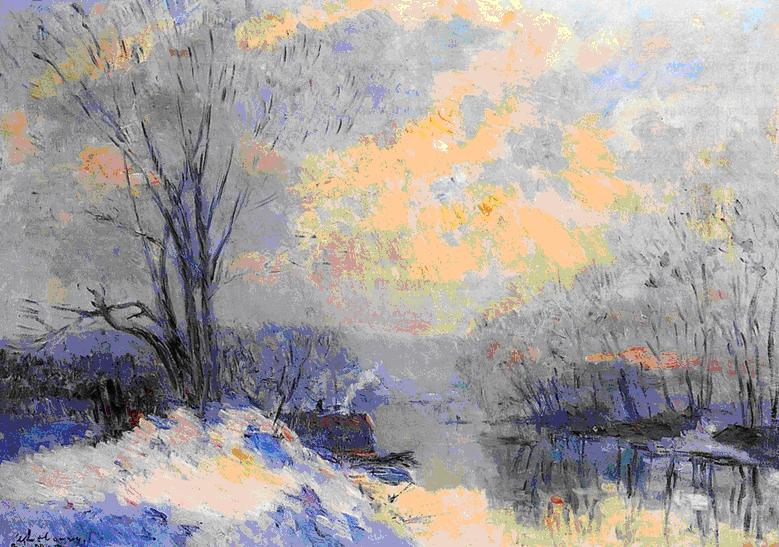
Маленький приток Сены в Ба-Мёдоне, снег и солнечный свет. Ок. 1890
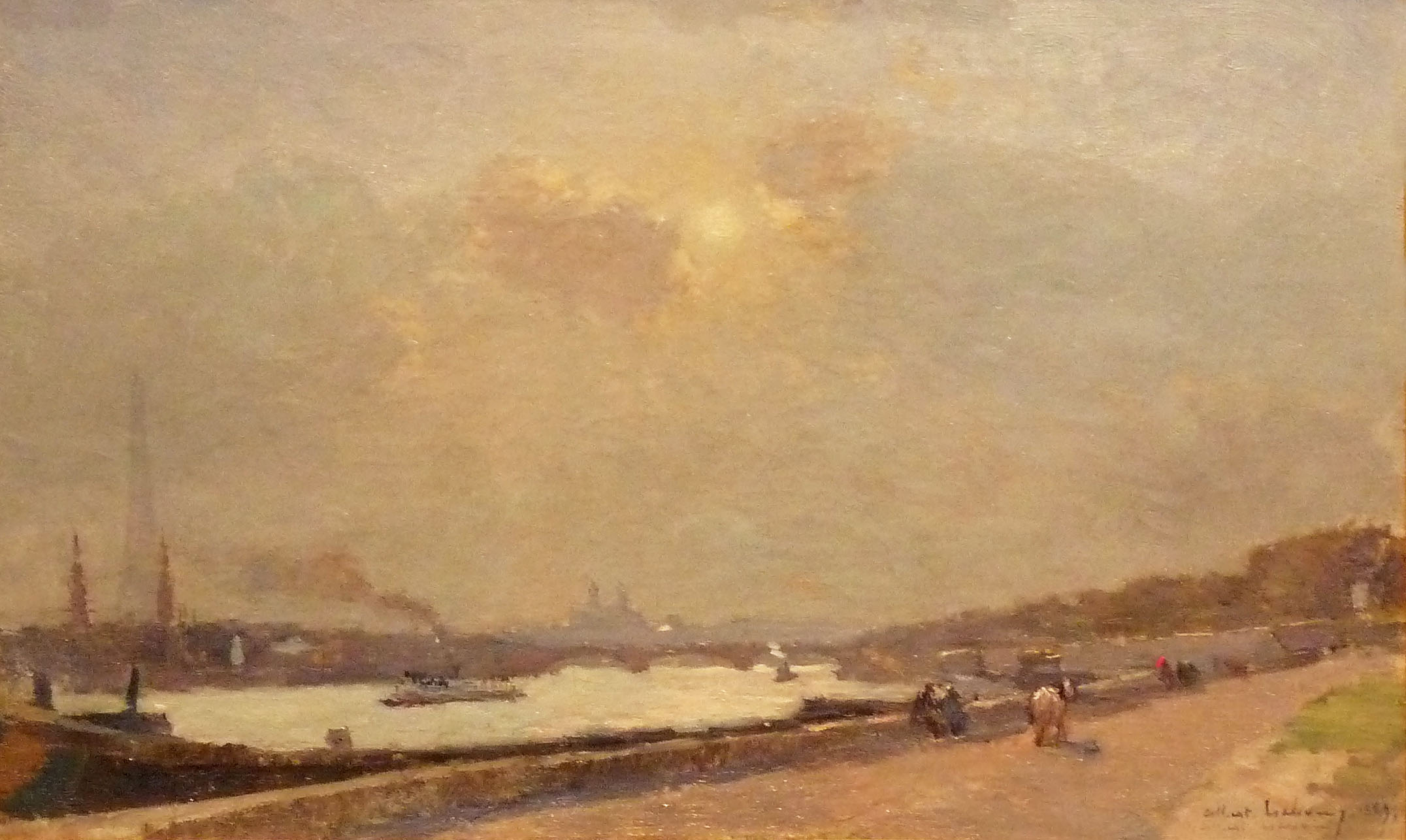
Берега Сены. 1889. Холст, масло. Музей современного искусства, Страсбург
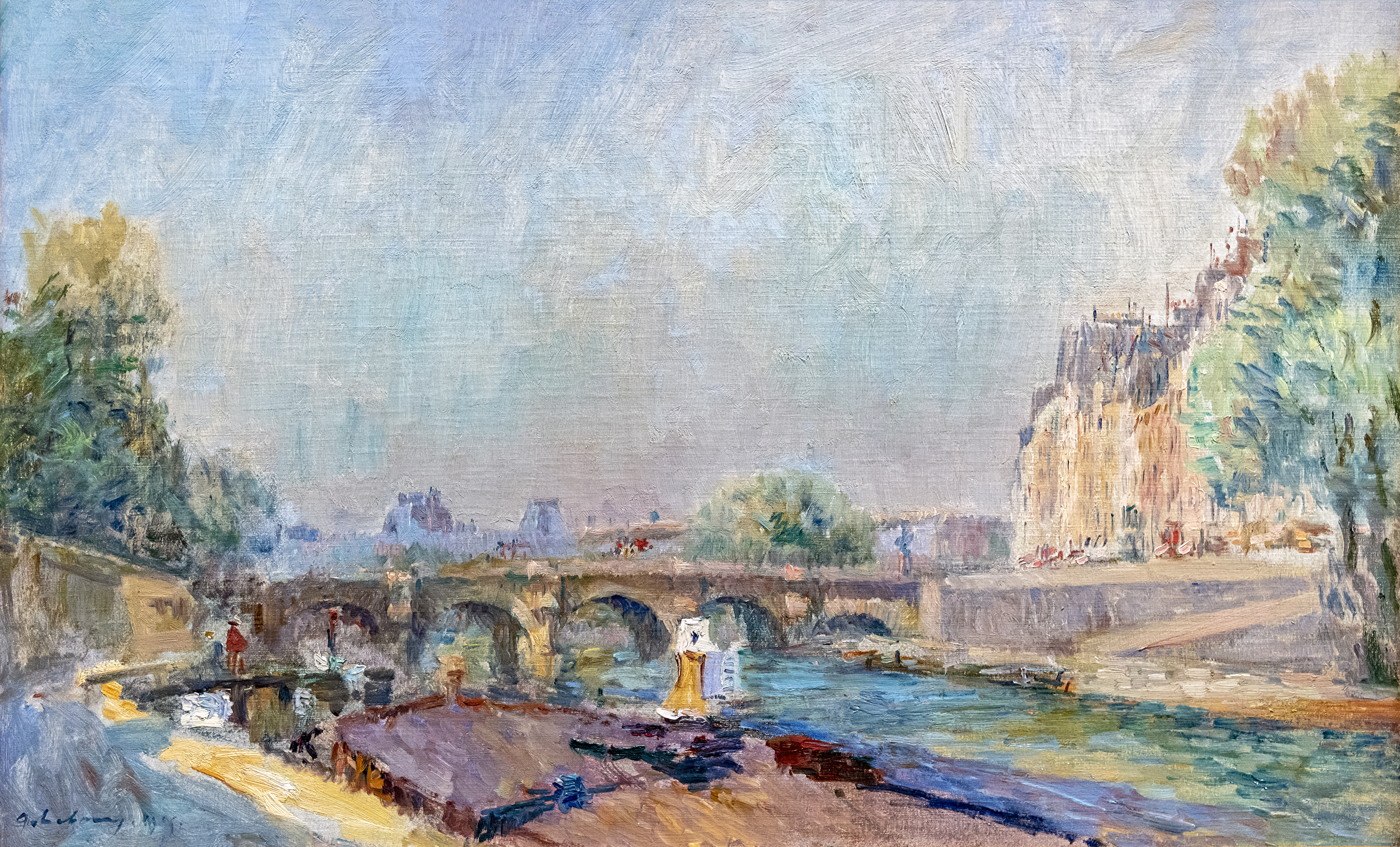
Новый мост и Сена. 1905. Холст, масло. Фонд Бемберга, Тулуза
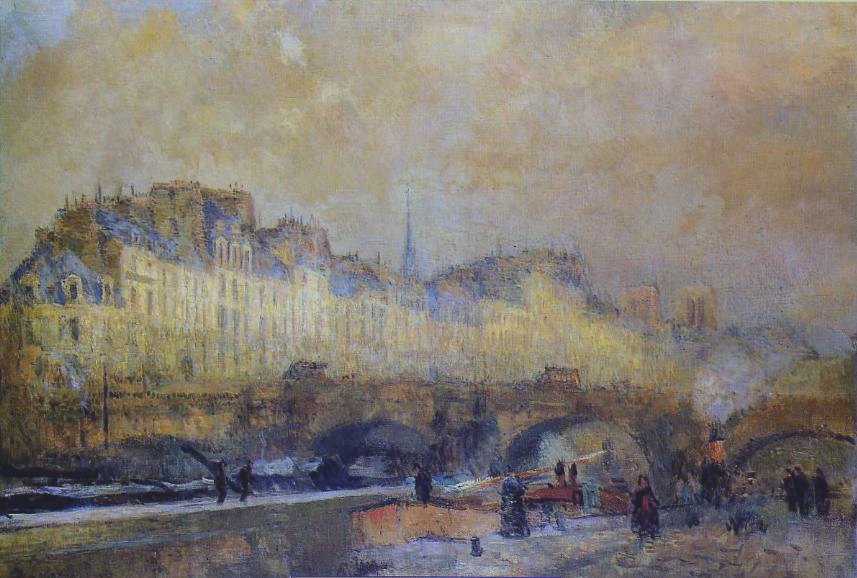
Париж, шлюз Монне. Зимнее солнце. До 1918. Холст, масло. Музей Орсе, Париж
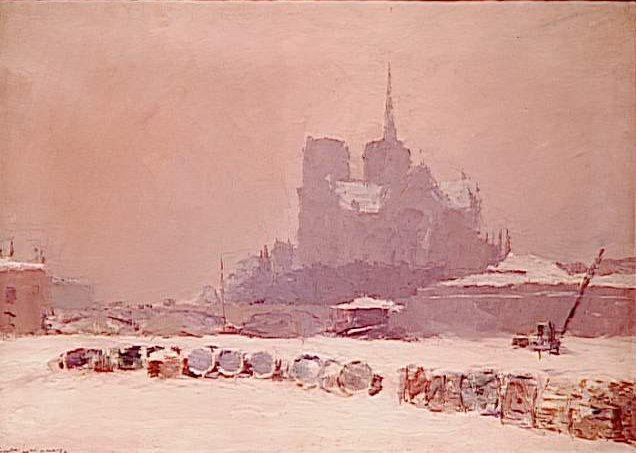
Нотр-Дам снежный. Ок. 1895. Холст, масло. Музей изящных искусств, Руан

### На русском языке
- Мировое искусство. Импрессионизм / Сост. И. Г. Мосин. — СПб.: ООО «СЗКЭО „Кристалл“», 2006. — С. 69—74.
- Энциклопедия импрессионизма / Под ред. М. и А. Серюлля; пер. с фр. Н. Матяш. Науч. ред. и авт. послесл. К. Богемская. — М.: Республика, 2005. — С. 105—106. — ISBN 5250018580

### На иностранных языках
- Maria Tsaneva. Albert Lebourg: 106 Masterpieces (англ.). — Lulu Press, 2014.
- François Lespinasse. L'École de Rouen (фр.). — Rouen: Lecerf, 1995. — ISBN 2-901342-04-3.
- L'École de Rouen de l'impressionnisme à Marcel Duchamp 1878-1914 (фр.). — Musée des Beaux-Arts de Rouen, 1996. — ISBN 2-901431-12-7.
- Marc-Henri Tellier. François Depeaux (1853-1920) le charbonnier et les impressionnistes (фр.). — Rouen, 2010. — ISBN 978-2-746605-15-2.